# Riu Canjambari
El riu Canjambari és un riu que flueix a través de la regió d'Oio a Guinea Bissau. És un afluent del riu Farim. Al seu cabal hi preval el clima de sabana. La temperatura mitjana anual a la zona és de 24 °C. El mes més calorós és abril, quan la temperatura mitjana és de 29 °C i el més fred és juliol, amb 20 °C. La precipitació mitjana anual és de 1650 mil·límetres. El mes més plujós és agost, amb una mitjana de 493 mm de precipitació, i el més sec és febrer, amb 1 mm de precipitació.